# Железцово
Железцово (ранее Хмелевое, Никольское) — деревня в Дзержинском районе Калужской области России. Входит в состав сельского поселения «Село Дворцы».

## География
Расположено на правобережье реки Угра. Через деревню протекает речка Козловка. В 1.5 км от Железцово проходит шоссе Калуга-Якшуново, до Калуги — 24км.

## Население
| 2002 | 2010 |
| ---- | ---- |
| 23   | ↘10  |

Согласно описанию 1782 года: 20 дворов, 116 мужчин и 120 женщин. В 1881 — 46 дворов.

## История
Административная принадлежность Железцово несколько раз менялась, оно принадлежало то Воротынскому, то Мещовскому, то Перемышльскому уездам.
В деревне располагалось имение Тургеневых. С 1621 года деревня принадлежала Денису Петровичу Тургеневу и его потомкам. В первой половине XVIII века хозяевами был Роман Семёнович Тургенев и его сестра В. С. Унковская. Р. С. Тургенев, прапрадед писателя И. С. Тургенева, выйдя в отставку в чине бригадира проживал в Железцово (в том числе по состоянию на 1753 год). После его смерти имение отошло его сыну Дмитрию Романовичу Тургеневу.
В описаниях к Калужскому атласу 1782 года о Железцово говорится: «… налево от Безымянного ручья и по обе стороны речки Козловки и оврага Хмелевого. В усадьбе ц-вь Николая Чудотворца, дом господский дерев., при доме сад плодовитый.» Хозяевами имения на этот момент совместно являлись Анна Фёдоровна, Николай Иванович, Пётр Иванович Тургеневы и Пётр Иванович Унковский.
Главный усадебный дом в три этажа был возведён в 1815 году. Заказчиком строительства был сенатор Муханов — муж Варвары Дмитриевны Тургеневой, двоюродной внучки А. Р. Тургенева. Последний хозяин усадьбы с 1890-х годов — юрист и судья Иван Сергеевич Данилов, муж Марии Александровны Унковской, был репрессирован в 1919 году. В главном усадебном доме сохранялась т. н. «Тургеневская гостинная», однако в 1928 году он был разобран.
В 1777 году хозяйка усадьбы Анна Фёдоровна Тургенева построила в Железцово храм, освящённый в честь Николая Чудотворца. Здание выполнено в стиле провинциального барокко, возможно по проекту архитектора К. И. Бланка. В XIX веке здание подвергалось переделкам. Церкви был присвоен статус памятника архитектуры регионального значения (решение исполкома Калужского облсовета народных депутатов от 04.02.1991 № 35). Однако по состоянию на начало XXI века храм пустует и разрушается. Возле церкви расположено старое кладбище, на котором в том числе похоронена поэтесса и ученица Циолковского М. С. Преображенская (1900—1983).
Деревья в усадебном парке смешанных пород, датируются первой третью XIX века. Парк пейзажный с элементами регулярной планировки, его площадь составляет 4 га. В 1991 году ему был присвоен статус памятника природы регионального значения. Парк сильно зарос, исторические дорожки сохранились лишь частично.
По состоянию на начало XXI века церковь и парк — единственное, что сохранилось от усадьбы Тургеневых. Дом, служебные постройки, малые архитектурные формы и плодовый сад утрачены. Располагавшийся в восточном овраге пруд был спущен. Изначальная планировка самой деревни сохранилась хорошо. Ряд жилых каменных домов выстроен вдоль оврага, который отделяет их от территории бывшей усадьбы.
Описание усадьбы встречается в романе «Рудин» И. С. Тургенева и «Записках» М. С. Мухановой (опубликованы в журнале «Русский архив» № 1 1878 года). Имение относилось к числу крупнейших в Калужской губернии, оценка его стоимости превышала 50 тысяч рублей.